# Hjalmar Davidsen
Hjalmar Davidsen (2. februar 1879 – 7. februar 1958) var en dansk filminstruktør og biografdirektør.
Hjalmar Davidsen fik som ung en handelsuddannelse og drog som ung handelsmand til Spanien i 1901 med henblik på at opnå erfaring vedrørende eksport af klipfisk. Under opholdet i Spanien og i Paris stiftede Hjalmar Davidsen bekendtskab med det nye film-medie og efter sin hjemkomst til Danmark overtog Davidsen i 1908 den københavnske biograf Kosmorama, der var beliggende på Østergade 26 på Strøget). Han producerede filmen Afgrunden med den debuterende skuespillerinde Asta Nielsen. Davidsen blev herefter knyttet til Nordisk Film sideløbende med sin virksomhed som biografejer, og Davidsen instruerede og producerede i perioden 1913-1920 mere end 50 film.

## Eksterne links
- Hjalmar Davidsen på Internet Movie Database (engelsk)
- Hjalmar Davidsen på Filmdatabasen
- Hjalmar Davidsen på danskefilm.dk
- Hjalmar Davidsen på danskfilmogtv.dk
- Hjalmar Davidsen på Scope
- Hjalmar Davidsen på Svensk Filmdatabas (svensk)
- Hjalmar Davidsen på AlloCiné (fransk)
- Hjalmar Davidsen på The Movie Database (engelsk)
- Hjalmar Davidsen på Dansk film og teater Arkiveret 19. juli 2011 hos  Wayback Machine